# Muqlus
Muqlus hoặc Mqlos (tiếng Ả Rập: مقلس, cũng đánh vần Mqlos, Mukloss, Muklous hoặc Muklis) là một ngôi làng ở miền trung Syria, hành chính một phần của Homs, tọa lạc khoảng 40 km về phía tây Homs. Nó nằm ở Wadi al-Nasara ("Thung lũng của Kitô hữu") ở phía bắc Liban. Các địa phương lân cận bao gồm Hasour ở phía bắc, al-Nasirah ở phía tây nam, Mazinah ở phía nam, Shin ở phía đông nam, Rabah ở phía đông và Fahel ở phía đông bắc. Theo Cục Thống kê Trung ương Syria (CBS), Muklous có dân số 375 trong cuộc điều tra dân số năm 2004.

## Từ nguyên
Cái tên Muklous được dịch là "mắt của sư tử".

## Nhân khẩu học
Muklous có dân số 375 vào năm 2004. Cư dân của nó chủ yếu là Kitô hữu Chính thống Hy Lạp và Alawites. Người nước ngoài từ làng đã định cư ở châu Mỹ và châu Âu cũng như khu vực Vịnh Ba Tư và Lebanon.